# Giải vô địch bóng đá thế giới 1962
Giải bóng đá vô địch thế giới 1962 (tên chính thức là 1962 FIFA World Cup / Campeonato Mundial de Fútbol - Chile 1962) là giải bóng đá vô địch thế giới lần thứ 7 và đã được tổ chức từ ngày 30 tháng 5 đến 17 tháng 6 năm 1962 tại Chile. Đây là lần thứ ba giải bóng đá vô địch thế giới tổ chức tại Nam Mỹ sau các năm 1930 tại Uruguay và 1950 tại Brasil.
Sau 32 trận đấu, Brasil đã bảo vệ được danh hiệu vô địch thế giới của mình và là đội thứ hai làm được điều này sau Ý.

## Vòng loại
56 đội bóng tham dự vòng loại và được chia theo các châu lục để chọn ra 14 đội vào vòng chung kết cùng với nước chủ nhà Chile và đội đương kim vô địch thế giới Brasil.

## Các sân vận động
| SantiagoViña del MarRancaguaAricaGiải vô địch bóng đá thế giới 1962 (Chile) | Santiago                                            | Viña del Mar                                        |
| --------------------------------------------------------------------------- | --------------------------------------------------- | --------------------------------------------------- |
| SantiagoViña del MarRancaguaAricaGiải vô địch bóng đá thế giới 1962 (Chile) | Sân vận động Quốc gia                               | Sân vận động Sausalito                              |
| SantiagoViña del MarRancaguaAricaGiải vô địch bóng đá thế giới 1962 (Chile) | 33°27′52″N 70°36′38″T / 33,46444°N 70,61056°T       | 33°00′51,83″N 71°32′6,84″T / 33°N 71,53333°T        |
| SantiagoViña del MarRancaguaAricaGiải vô địch bóng đá thế giới 1962 (Chile) | Sức chứa: 66.660                                    | Sức chứa: 18.037                                    |
| SantiagoViña del MarRancaguaAricaGiải vô địch bóng đá thế giới 1962 (Chile) |                                                     |                                                     |
| SantiagoViña del MarRancaguaAricaGiải vô địch bóng đá thế giới 1962 (Chile) | Rancagua                                            | Arica                                               |
| SantiagoViña del MarRancaguaAricaGiải vô địch bóng đá thế giới 1962 (Chile) | Sân vận động Braden Copper Co.                      | Sân vận động Carlos Dittborn                        |
| SantiagoViña del MarRancaguaAricaGiải vô địch bóng đá thế giới 1962 (Chile) | 34°10′39,95″N 70°44′15,79″T / 34,16667°N 70,73333°T | 18°29′15,47″N 70°17′56,96″T / 18,48333°N 70,28333°T |
| SantiagoViña del MarRancaguaAricaGiải vô địch bóng đá thế giới 1962 (Chile) | Sức chứa: 18.000                                    | Sức chứa: 17.786                                    |
| SantiagoViña del MarRancaguaAricaGiải vô địch bóng đá thế giới 1962 (Chile) |                                                     |                                                     |

### Trại đóng quân
| Đội       | Địa điểm                      | Thành phố  |             | Đội                                | Địa điểm     | Thành phố |
| --------- | ----------------------------- | ---------- | ----------- | ---------------------------------- | ------------ | --------- |
| Argentina | Hostería El Sauzal            | Rancagua   | Ý           | Escuela de Aviación Cap. Ávalos    | Santiago     |           |
| Brasil    | Villa Retiro                  | Quilpué    | México      | Hotel O'Higgins                    | Viña del Mar |           |
| Bulgaria  | Parque Municipal              | Machalí    | Tây Ban Nha | Hotel Miramar Caleta Abarca        | Viña del Mar |           |
| Chile     | Villa del Seleccionado        | Santiago   | Thụy Sĩ     | Club Suizo                         | Santiago     |           |
| Colombia  | Hotel El Morro                | Arica      | Uruguay     | Hotel Azapa                        | Arica        |           |
| Tiệp Khắc | Posada Quebrada Verde         | Valparaíso | Liên Xô     | Hostería Arica                     | Arica        |           |
| Anh       | Staff House Braden Copper Co. | Coya       | Tây Đức     | Escuela Militar Bernardo O'Higgins | Santiago     |           |
| Hungary   | Hotel Turismo                 | Rengo      | Nam Tư      | Hotel El Paso                      | Arica        |           |

## Trọng tài
18 trọng tài từ 17 quốc gia sẽ tham gia điều khiển các trận đấu của giải vô địch bóng đá thế giới 1962
| Châu Âu - Albert Dusch - Andor Dorogi - Arthur Blavier - Branko Tesanić - Cesare Jonni - Erich Steiner - Gottfried Dienst - Juan Gardeazábal - Karol Galba | - Ken Aston - Leo Horn - Nikolay Latyshev - Pierre Schwinte - Robert Holley Davidson Nam Mỹ - Arturo Yamasaki - Carlos Robles - João Etzel Filho - Sergio Bustamante |

## Phân nhóm
| Nhóm 1: Nam Mỹ                                                       | Nhóm 2: châu Âu I                     | Nhóm 3: châu Âu II                   | Nhóm 4: Các đội còn lại                  |
| -------------------------------------------------------------------- | ------------------------------------- | ------------------------------------ | ---------------------------------------- |
| - Chile (chủ nhà) - Brasil (đương kim vô địch) - Argentina - Uruguay | - Tiệp Khắc - Anh - Liên Xô - Tây Đức | - Ý - Hungary - Tây Ban Nha - Nam Tư | - Bulgaria - Colombia - México - Thụy Sĩ |

## Vòng bảng

### Bảng 1
| Đội      | Tr | T | H | B | BT | BB | Đ |
| -------- | -- | - | - | - | -- | -- | - |
| Liên Xô  | 3  | 2 | 1 | 0 | 8  | 5  | 5 |
| Nam Tư   | 3  | 2 | 0 | 1 | 8  | 3  | 4 |
| Uruguay  | 3  | 1 | 0 | 2 | 4  | 6  | 2 |
| Colombia | 3  | 0 | 1 | 2 | 5  | 11 | 1 |

| Uruguay                 | 2 - 1  | Colombia            |
| ----------------------- | ------ | ------------------- |
| Cubilla 56' · Sasía 75' | Report | Zuluaga 19' (ph.đ.) |

| Liên Xô                     | 2 - 0    | Nam Tư |
| --------------------------- | -------- | ------ |
| Ivanov 51' · Ponedelnik 83' | Chi tiết |        |

| Nam Tư                                         | 3 - 1    | Uruguay     |
| ---------------------------------------------- | -------- | ----------- |
| Skoblar 25' (ph.đ.) · Galić 29' · Jerković 49' | Chi tiết | Cabrera 19' |

| Liên Xô                                         | 4 - 4    | Colombia                                              |
| ----------------------------------------------- | -------- | ----------------------------------------------------- |
| Ivanov 8', 11' · Chislenko 10' · Ponedelnik 56' | Chi tiết | Aceros 21' · Coll 68' (cnr.) · Rada 72' · Klinger 86' |

| Liên Xô                  | 2 - 1    | Uruguay   |
| ------------------------ | -------- | --------- |
| Mamykin 38' · Ivanov 89' | Chi tiết | Sasía 54' |

| Nam Tư                                         | 5 - 0    | Colombia |
| ---------------------------------------------- | -------- | -------- |
| Galić 20', 61' · Jerković 25', 87' · Melić 82' | Chi tiết |          |

### Bảng 2
| Đội     | Tr | T | H | B | BT | BB | Đ |
| ------- | -- | - | - | - | -- | -- | - |
| Tây Đức | 3  | 2 | 1 | 0 | 4  | 1  | 5 |
| Chile   | 3  | 2 | 0 | 1 | 5  | 3  | 4 |
| Ý       | 3  | 1 | 1 | 1 | 3  | 2  | 3 |
| Thụy Sĩ | 3  | 0 | 0 | 3 | 2  | 8  | 0 |

| Chile                             | 3 - 1    | Thụy Sĩ     |
| --------------------------------- | -------- | ----------- |
| L. Sánchez 44', 55' · Ramírez 51' | Chi tiết | Wüthrich 6' |

| Tây Đức | 0 - 0    | Ý |
| ------- | -------- | - |
|         | Chi tiết |   |

| Chile                  | 2 - 0    | Ý |
| ---------------------- | -------- | - |
| Ramírez 73' · Toro 87' | Chi tiết |   |

| Tây Đức                 | 2 - 1    | Thụy Sĩ       |
| ----------------------- | -------- | ------------- |
| Brülls 45' · Seeler 59' | Chi tiết | Schneiter 73' |

| Tây Đức                            | 2 - 0    | Chile |
| ---------------------------------- | -------- | ----- |
| Szymaniak 21' (ph.đ.) · Seeler 82' | Chi tiết |       |

| Ý                             | 3 - 0    | Thụy Sĩ |
| ----------------------------- | -------- | ------- |
| Mora 1' · Bulgarelli 65', 67' | Chi tiết |         |

### Bảng 3
| Đội         | Tr | T | H | B | BT | BB | Đ |
| ----------- | -- | - | - | - | -- | -- | - |
| Brasil      | 3  | 2 | 1 | 0 | 4  | 1  | 5 |
| Tiệp Khắc   | 3  | 1 | 1 | 1 | 2  | 3  | 3 |
| México      | 3  | 1 | 0 | 2 | 3  | 4  | 2 |
| Tây Ban Nha | 3  | 1 | 0 | 2 | 2  | 3  | 2 |

| Brasil                 | 2 - 0    | México |
| ---------------------- | -------- | ------ |
| Zagallo 56' · Pelé 73' | Chi tiết |        |

| Tiệp Khắc     | 1 - 0    | Tây Ban Nha |
| ------------- | -------- | ----------- |
| Štibrányi 80' | Chi tiết |             |

| Brasil | 0 - 0    | Tiệp Khắc |
| ------ | -------- | --------- |
|        | Chi tiết |           |

| Tây Ban Nha | 1 - 0    | México |
| ----------- | -------- | ------ |
| Peiró 90'   | Chi tiết |        |

| Brasil            | 2 - 1    | Tây Ban Nha  |
| ----------------- | -------- | ------------ |
| Amarildo 72', 86' | Chi tiết | Adelardo 35' |

| México                                            | 3 - 1    | Tiệp Khắc |
| ------------------------------------------------- | -------- | --------- |
| Díaz 12' · Del Águila 29' · Hernández 90' (ph.đ.) | Chi tiết | Mašek 1'  |

### Bảng 4
| Đội       | Tr | T | H | B | BT | BB | TL   | Đ |
| --------- | -- | - | - | - | -- | -- | ---- | - |
| Hungary   | 3  | 2 | 1 | 0 | 8  | 2  | 4.00 | 5 |
| Anh       | 3  | 1 | 1 | 1 | 4  | 3  | 1.33 | 3 |
| Argentina | 3  | 1 | 1 | 1 | 2  | 3  | 0.67 | 3 |
| Bulgaria  | 3  | 0 | 1 | 2 | 1  | 7  | 0.14 | 1 |

- Anh xếp trên Argentina nhờ hơn về hiệu số bất phân thắng bại.

| Argentina  | 1 - 0    | Bulgaria |
| ---------- | -------- | -------- |
| Facundo 4' | Chi tiết |          |

| Hungary                | 2 - 1    | Anh                 |
| ---------------------- | -------- | ------------------- |
| Tichy 17' · Albert 71' | Chi tiết | Flowers 60' (ph.đ.) |

| Anh                                              | 3 - 1    | Argentina      |
| ------------------------------------------------ | -------- | -------------- |
| Flowers 17' (ph.đ.) · Charlton 42' · Greaves 67' | Chi tiết | Sanfilippo 81' |

| Hungary                                           | 6 - 1    | Bulgaria    |
| ------------------------------------------------- | -------- | ----------- |
| Albert 1', 6', 53' · Tichy 8', 70' · Solymosi 12' | Chi tiết | Sokolov 64' |

| Hungary | 0 - 0    | Argentina |
| ------- | -------- | --------- |
|         | Chi tiết |           |

| Anh | 0 - 0    | Bulgaria |
| --- | -------- | -------- |
|     | Chi tiết |          |

## Vòng đấu loại trực tiếp
|  | Tứ kết                    | Tứ kết                    |                       |   | Bán kết       | Bán kết               |                       |  | Chung kết | Chung kết |
|  |                           |                           |                       |   |               |                       |                       |  |           |           |
|  | 10 tháng 6 – Arica        |                           |                       |   |               |                       |                       |  |           |           |
|  |                           |                           |                       |   |               |                       |                       |  |           |           |
|  | Liên Xô                   | 1                         |                       |   |               |                       |                       |  |           |           |
|  | Liên Xô                   | 1                         | 13 tháng 6 – Santiago |   |               |                       |                       |  |           |           |
|  | Chile                     | 2                         |                       |   |               |                       |                       |  |           |           |
|  | Chile                     | 2                         | Chile                 | 2 |               |                       |                       |  |           |           |
|  | 10 tháng 6 – Viña del Mar |                           | Chile                 | 2 |               |                       |                       |  |           |           |
|  |                           |                           | Brasil                | 4 |               |                       |                       |  |           |           |
|  | Brasil                    | 3                         | Brasil                | 4 |               |                       |                       |  |           |           |
|  | Brasil                    | 3                         | 17 tháng 6 – Santiago |   |               |                       |                       |  |           |           |
|  | Anh                       | 1                         |                       |   |               |                       |                       |  |           |           |
|  | Anh                       | 1                         | Brasil                | 3 |               |                       |                       |  |           |           |
|  | 10 tháng 6 – Santiago     |                           | Brasil                | 3 |               |                       |                       |  |           |           |
|  |                           | Tiệp Khắc                 | 1                     |   |               |                       |                       |  |           |           |
|  | Tây Đức                   | Tiệp Khắc                 | 1                     | 0 |               |                       |                       |  |           |           |
|  | Tây Đức                   | 13 tháng 6 – Viña del Mar |                       | 0 |               |                       |                       |  |           |           |
|  | Nam Tư                    | 1                         |                       |   |               |                       |                       |  |           |           |
|  | Nam Tư                    | 1                         | Nam Tư                | 1 | Tranh hạng ba | Tranh hạng ba         |                       |  |           |           |
|  | 10 tháng 6 – Rancagua     |                           | Nam Tư                | 1 | Tranh hạng ba | Tranh hạng ba         |                       |  |           |           |
|  |                           |                           | Tiệp Khắc             | 3 |               | 16 tháng 6 – Santiago | 16 tháng 6 – Santiago |  |           |           |
|  | Hungary                   | 0                         | Tiệp Khắc             | 3 |               | 16 tháng 6 – Santiago | 16 tháng 6 – Santiago |  |           |           |
|  | Hungary                   | 0                         |                       |   | Chile         | 1                     |                       |  |           |           |
|  | Tiệp Khắc                 | 1                         |                       |   | Chile         | 1                     |                       |  |           |           |
|  | Tiệp Khắc                 | 1                         | Nam Tư                | 0 |               |                       |                       |  |           |           |
|  |                           |                           |                       | 0 |               |                       |                       |  |           |           |

### Tứ kết
| Chile                      | 2 - 1    | Liên Xô       |
| -------------------------- | -------- | ------------- |
| L. Sánchez 11' · Rojas 29' | Chi tiết | Chislenko 26' |

| Tiệp Khắc   | 1 - 0    | Hungary |
| ----------- | -------- | ------- |
| Scherer 13' | Chi tiết |         |

| Brasil                        | 3 - 1    | Anh          |
| ----------------------------- | -------- | ------------ |
| Garrincha 31', 59' · Vavá 53' | Chi tiết | Hitchens 38' |

| Nam Tư        | 1 - 0    | Tây Đức |
| ------------- | -------- | ------- |
| Radaković 85' | Chi tiết |         |

### Bán kết
| Tiệp Khắc                              | 3 - 1    | Nam Tư       |
| -------------------------------------- | -------- | ------------ |
| Kadraba 48' · Scherer 80', 84' (ph.đ.) | Chi tiết | Jerković 69' |

| Brasil                            | 4 - 2    | Chile                             |
| --------------------------------- | -------- | --------------------------------- |
| Garrincha 9', 32' · Vavá 47', 78' | Chi tiết | Toro 42' · L. Sánchez 61' (ph.đ.) |

### Tranh hạng ba
| Chile     | 1 - 0    | Nam Tư |
| --------- | -------- | ------ |
| Rojas 90' | Chi tiết |        |

### Chung kết
| Brasil                             | 3 - 1    | Tiệp Khắc    |
| ---------------------------------- | -------- | ------------ |
| Amarildo 17' · Zito 69' · Vavá 78' | Chi tiết | Masopust 15' |

## Vô địch
| Vô địch World Cup 1962 Brasil Lần thứ hai |

## Danh sách cầu thủ ghi bàn
4 bàn
| - Garrincha - Vavá | - Leonel Sánchez - Flórián Albert | - Valentin Ivanov - Dražan Jerković |

3 bàn
- Amarildo
- Adolf Scherer
- Lajos Tichy
- Milan Galić

2 bàn
| - Jaime Ramírez - Eladio Rojas - Jorge Toro | - Ron Flowers - Giacomo Bulgarelli - Igor Chislenko | - Viktor Ponedelnik - José Sasía - Uwe Seeler |

1 bàn
| - Héctor Facundo - José Sanfilippo - Pelé - Mário Zagallo - Zito - Georgi Asparuhov - Germán Aceros - Marcos Coll - Marino Klinger - Antonio Rada - Francisco Zuluaga - Josef Kadraba | - Václav Mašek - Josef Masopust - Jozef Štibrányi - Bobby Charlton - Jimmy Greaves - Gerry Hitchens - Ernő Solymosi - Bruno Mora - Alfredo del Águila - Isidoro Díaz - Héctor Hernández - Aleksei Mamykin | - Adelardo - Joaquín Peiró - Heinz Schneiter - Rolf Wüthrich - Ángel Cabrera - Luis Cubilla - Albert Brülls - Horst Szymaniak - Vojislav Melić - Petar Radaković - Josip Skoblar |

## Bảng xếp hạng giải đấu
| R                   | Đội         | G | P | T | H | B | BT | BB | GD | Đ. |
| ------------------- | ----------- | - | - | - | - | - | -- | -- | -- | -- |
| 1                   | Brasil      | 3 | 6 | 5 | 1 | 0 | 14 | 5  | +9 | 11 |
| 2                   | Tiệp Khắc   | 3 | 6 | 3 | 1 | 2 | 7  | 7  | 0  | 7  |
| 3                   | Chile       | 2 | 6 | 4 | 0 | 2 | 10 | 8  | +2 | 8  |
| 4                   | Nam Tư      | 1 | 6 | 3 | 0 | 3 | 10 | 7  | +3 | 6  |
| Bị loại ở tứ kết    |             |   |   |   |   |   |    |    |    |    |
| 5                   | Hungary     | 4 | 4 | 2 | 1 | 1 | 8  | 3  | +5 | 5  |
| 6                   | Liên Xô     | 1 | 4 | 2 | 1 | 1 | 9  | 7  | +2 | 5  |
| 7                   | Tây Đức     | 2 | 4 | 2 | 1 | 1 | 4  | 2  | +2 | 5  |
| 8                   | Anh         | 4 | 4 | 1 | 1 | 2 | 5  | 6  | −1 | 3  |
| Bị loại ở vòng bảng |             |   |   |   |   |   |    |    |    |    |
| 9                   | Ý           | 2 | 3 | 1 | 1 | 1 | 3  | 2  | +1 | 3  |
| 10                  | Argentina   | 4 | 3 | 1 | 1 | 1 | 2  | 3  | −1 | 3  |
| 11                  | México      | 3 | 3 | 1 | 0 | 2 | 3  | 4  | −1 | 2  |
| 12                  | Uruguay     | 1 | 3 | 1 | 0 | 2 | 4  | 6  | −2 | 2  |
| 13                  | Tây Ban Nha | 3 | 3 | 1 | 0 | 2 | 2  | 3  | −1 | 2  |
| 14                  | Colombia    | 1 | 3 | 0 | 1 | 2 | 5  | 11 | −6 | 1  |
| 15                  | Bulgaria    | 4 | 3 | 0 | 1 | 2 | 1  | 7  | −6 | 1  |
| 16                  | Thụy Sĩ     | 2 | 3 | 0 | 0 | 3 | 2  | 8  | −6 | 0  |